# Samstagsmütter

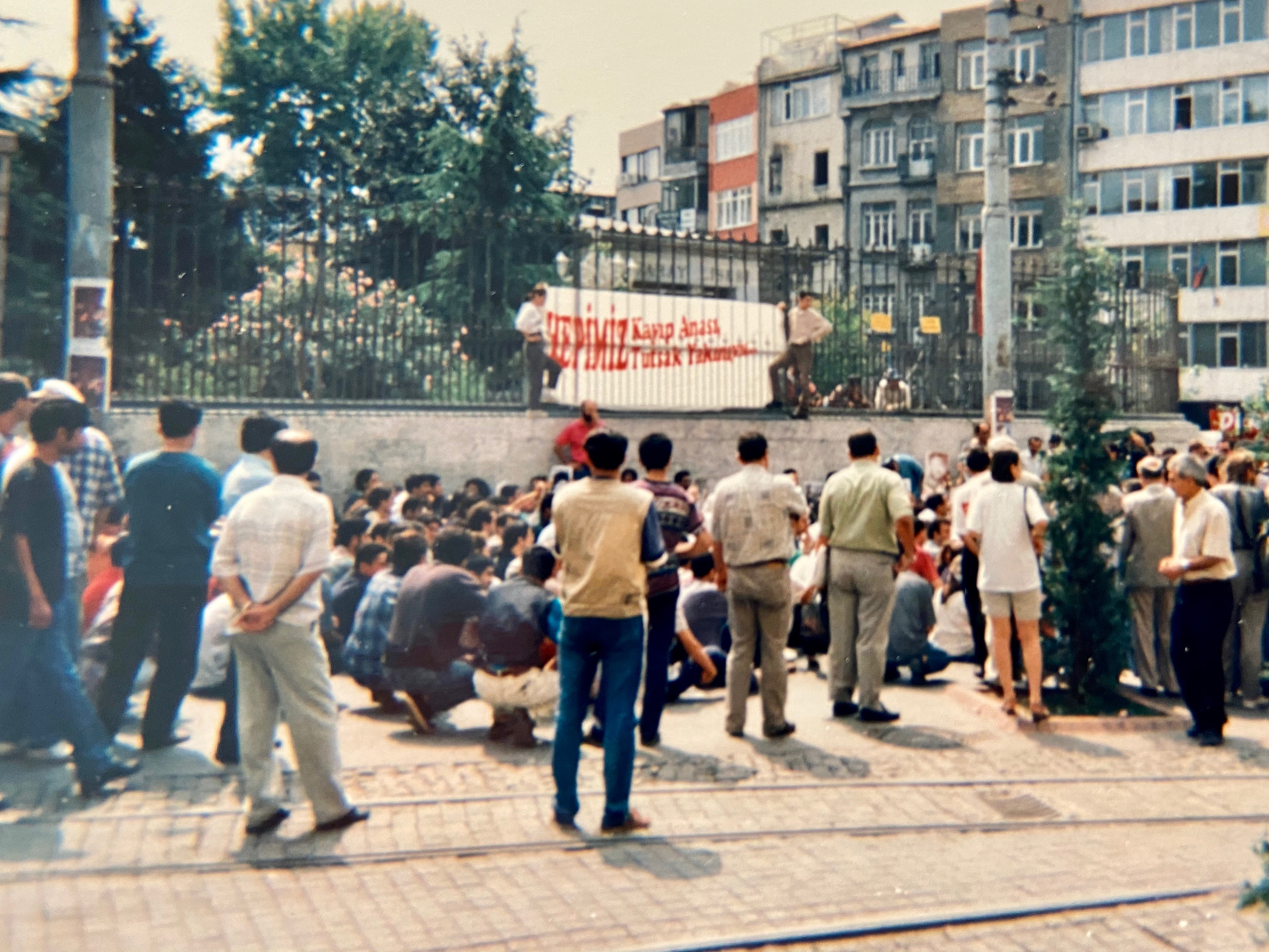
Samstagsmütter in Istanbul (ca. 1995)

Die Samstagsmütter (Cumartesi Anneleri) ist eine türkische Organisation von Angehörigen und Bürgerrechtlern, die nach dem Verbleib von Personen fragen, die in Polizeihaft „verschwunden“ sind.

## Beginn
Die Bewegung der Samstagsmütter ist eng mit der Familie Ocak verbunden. Hasan Ocak, der Sohn von Emine und Erdoğan Ocak, der am 21. März 1995 im Rahmen der Unruhen in Gazi 1995 vor dem Gymnasium Galatasaray Lisesi festgenommen worden war, wurde das letzte Mal an eben dem Tag in Freiheit gesehen. Nach seiner Festnahme „verschwand“ er. Eine Frau sagte, dass sie ihn in Gefangenschaft gesehen habe und dass sie nach 11 Tagen Haft frei gekommen sei. Am 4. April hielt die Familie Ocak also eine Pressekonferenz und am 10. April organisierten sie eine Demonstration im Kadiköy Distrikt in Istanbul, an welcher etwa 400 Personen teilnahmen. Am 11. April 1995 protestierte Emine Ocak zusammen mit anderen, die Familienangehörige vermissten, in einem Gerichtssaal. Sie riefen: „Wir wollen unsere Söhne.“ Ocak und eine weitere Person wurden darauf zu einem Monat Haft verurteilt. Nach 12 Tagen kamen sie frei. Im April 1995 kettete sich Emine Ocak auch noch vor dem Gouverneursamt fest und forderte ein Gespräch mit dem Gouverneur.
Am Samstag, dem 27. Mai 1995 demonstrierte die Familie Ocak vor dem Galatasaray Lisesi für die Bestrafung des Mörders ihres Sohnes Hasan. 58 Tage nach dem Verschwinden war die Leiche ihres Sohnes auf einem Armenfriedhof entdeckt und am 19. Mai, wenige Tage vor dem Start der Demonstration, war Hasan unter großer Anteilnahme beerdigt worden. In jener Zeit kam es in der Türkei gehäuft vor, dass Festgenommene gefoltert und getötet wurden. Die Leichname der Opfer wurden aus Hubschraubern über Waldgebieten abgeworfen, in Brunnen oder Massengräbern verscharrt oder in Öfen verbrannt.

## Verlauf
Ab dem 27. Mai 1995 demonstrierten während etwa 4 Jahren jeden Samstag Personen für die Aufklärung dieser Straftaten, die gegen Inhaftierte begangen wurden. Erst kamen nur wenige Personen zu den samstäglichen Demos, dann wurden es mehr. Normalerweise kamen sie jeweils um 12.00 zusammen, saßen für eine halbe Stunde zusammen auf dem Galatasaray-Platz und hielten Fotos ihrer verschwundenen Verwandten in den Händen. Im Jahre 1999 stellten sie die Kundgebungen ein, weil sie von den Behörden oft aufgelöst wurden.
Seit 2009 gehen die Samstagmütter wieder zu Kundgebungen vor dem Galatasaray-Gymnasium. Im Jahre 2011 wurde eine Delegation der Samstagmütter von Recep Tayyip Erdoğan zu Gesprächen empfangen. Erdoğan versprach Aufklärung. Einige der Fälle von verschwundenen Gefangenen wurden dem Europäischen Gerichtshof für Menschenrechte vorgetragen und die Türkei wurde mehrmals verurteilt.
Am 25. August 2018 wurde die 700. Kundgebung von den türkischen Sicherheitskräften gewaltsam und mit Wasserwerfern und Tränengas aufgelöst. Die 82-jährige Emine Ocak, eine der Begründerinnen der Bewegung, wurde festgenommen. Insgesamt wurden 47 Personen festgenommen, nach einer Befragung aber wieder freigelassen. Die HDP-Abgeordneten Ahmet Şık, Hüda Kaya, Garo Paylan und Serpil Kemalbay verhinderten die Festnahme Arat Dinks, des Sohnes des ermordeten armenischen Journalisten Hrant Dink. Auch die CHP-Abgeordneten Sezgin Tanrıkulu, Hilmi Yarayıcı, Ali Şeker und Onursal Adıgüzel intervenierten vor Ort.
Nach der 700. Kundgebung verbot die türkische Regierung die wöchentlichen Kundgebungen der Samstagsmütter bis auf weiteres. Istanbuler Behörden sowie auch Innenminister Süleyman Soylu begründeten das Verbot mit Verbindungen zur Arbeiterpartei Kurdistans. Die Samstagsmütter bestreiten, dass sie für eine Terrororganisation arbeiten, und wollen, dass Soylu zu ihnen kommt und ihnen zuhört, statt ihre Kundgebungen zu verbieten.

## Auszeichnung
- 2013 Hrant Dink Foundation Award[4]